# 호텔리어
호텔리어(Hotelier)는 호텔과 같은 숙박 시설을 운영하는 사람을 의미한다.

## 같이 보기
- 호텔경영사
- 호텔관리사
- 호텔서비스사